# Falltür
Eine Falltür ist eine in einer horizontalen Ebene, beispielsweise Zimmerdecke oder Boden, eingelassene Tür, die als Zugang zu einem Gang oder einem Raum dient. Falltüren dienen häufig als platzsparende Zugänge zu Kellern oder Dachböden, wobei bei in der Decke eingelassenen Türen eine Mechanik die integrierte Treppe in Form einer Leiter auslösen kann. Falltüren können auch als Geheimtüren dienen.
- Bei Hinrichtungen am Galgen wurde durch den Henker ein Hebel bedient, welcher über eine Mechanik eine Falltür öffnete. Der Delinquent stürzte im freien Fall (engl. long drop) durch den Falltürboden[1], bis die Schlinge die Halswirbelsäule tödlich verletzte, damit ein schneller Tod eintrat. Bei falscher Ausführung (ein zu kurzer Strick führte zu einem verkürzten Fall) fand statt des schnellen Genickbruchs ein qualvolles Ersticken statt.
- Als Falltür wird auch die senkrecht nach unten fallende Tür in einem Tierkäfig bezeichnet. Sie wird entweder unfreiwillig vom Tier ausgelöst, wenn es gefangen werden soll (Tierfalle), oder von einem Menschen durch Lösen einer Verschlusseinrichtung (Transportkäfig).
- Ebenfalls als Falltür im Sinne einer Falle werden Türen bezeichnet, die sich beim unachtsamen Betreten durch einen Klappmechanismus plötzlich nach unten öffnen und den Betretenden abstürzen lassen. Mit derartigen Falltüren suchten vor allem im Mittelalter die Burgbesitzer gewisse Räume vor unliebsamen Besuchern und Dieben zu schützen.
- In Fahrzeugen, im Besonderen auf Schiffen, werden Falltüren als Luken bezeichnet.
- Eine Falltür auf einer Theaterbühne heißt in der Fachsprache Versenkung.
- Im Vietnamkrieg bauten die Vietkong zahlreiche Tunnelsysteme, die durch getarnte Falltüren betreten und verlassen werden konnten. Diese sind heute eine Touristenattraktion (siehe Abbildungen).

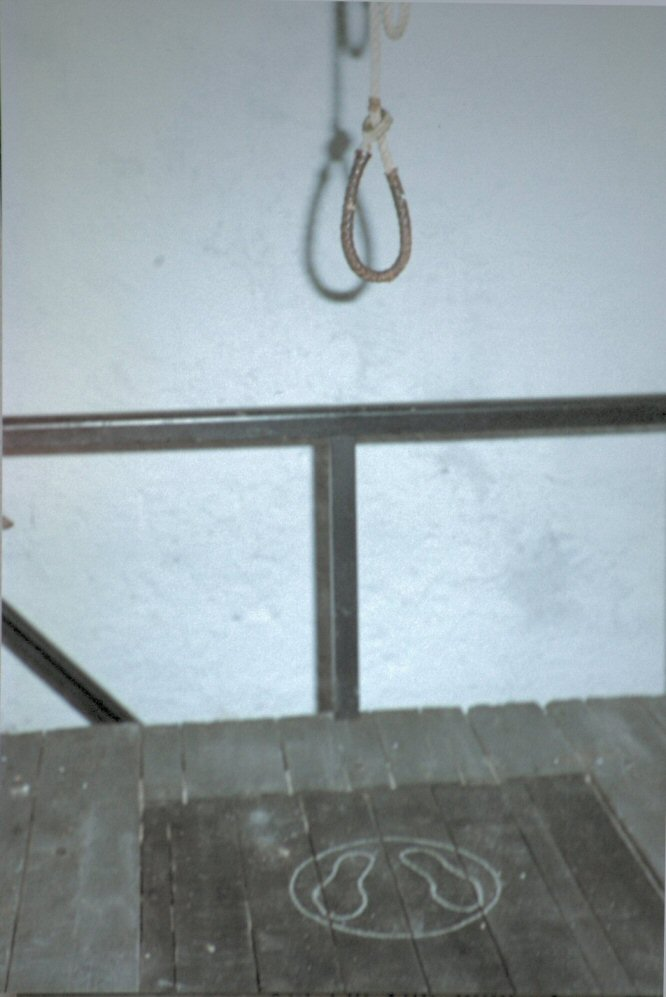
Geschlossene Falltür unter einer britischen Henkerschlinge
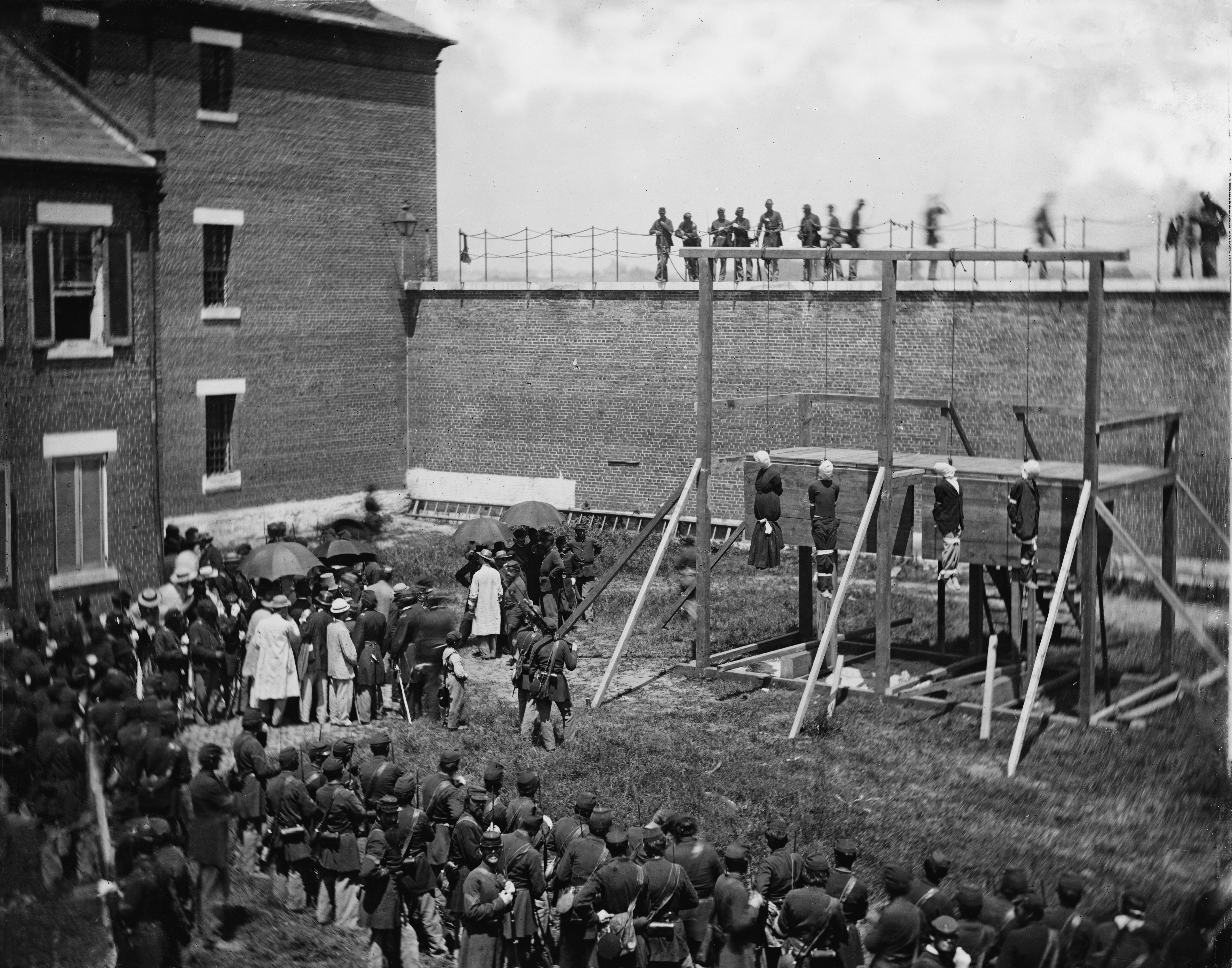
Geöffnete Falltüren (hinter den Hingerichteten)
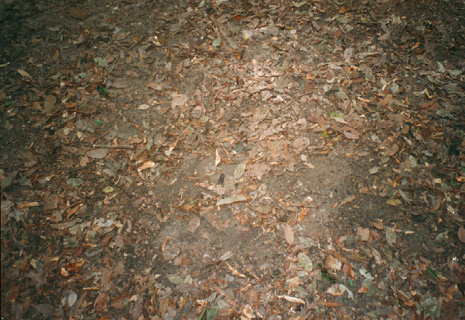
Vietkong-Falltür getarnt
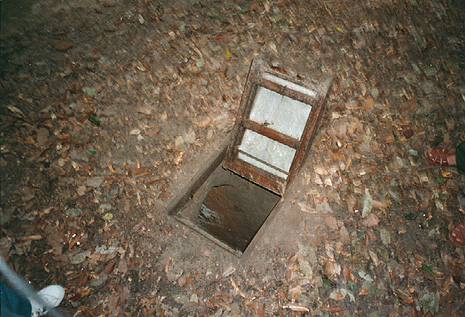
Vietkong-Falltür geöffnet
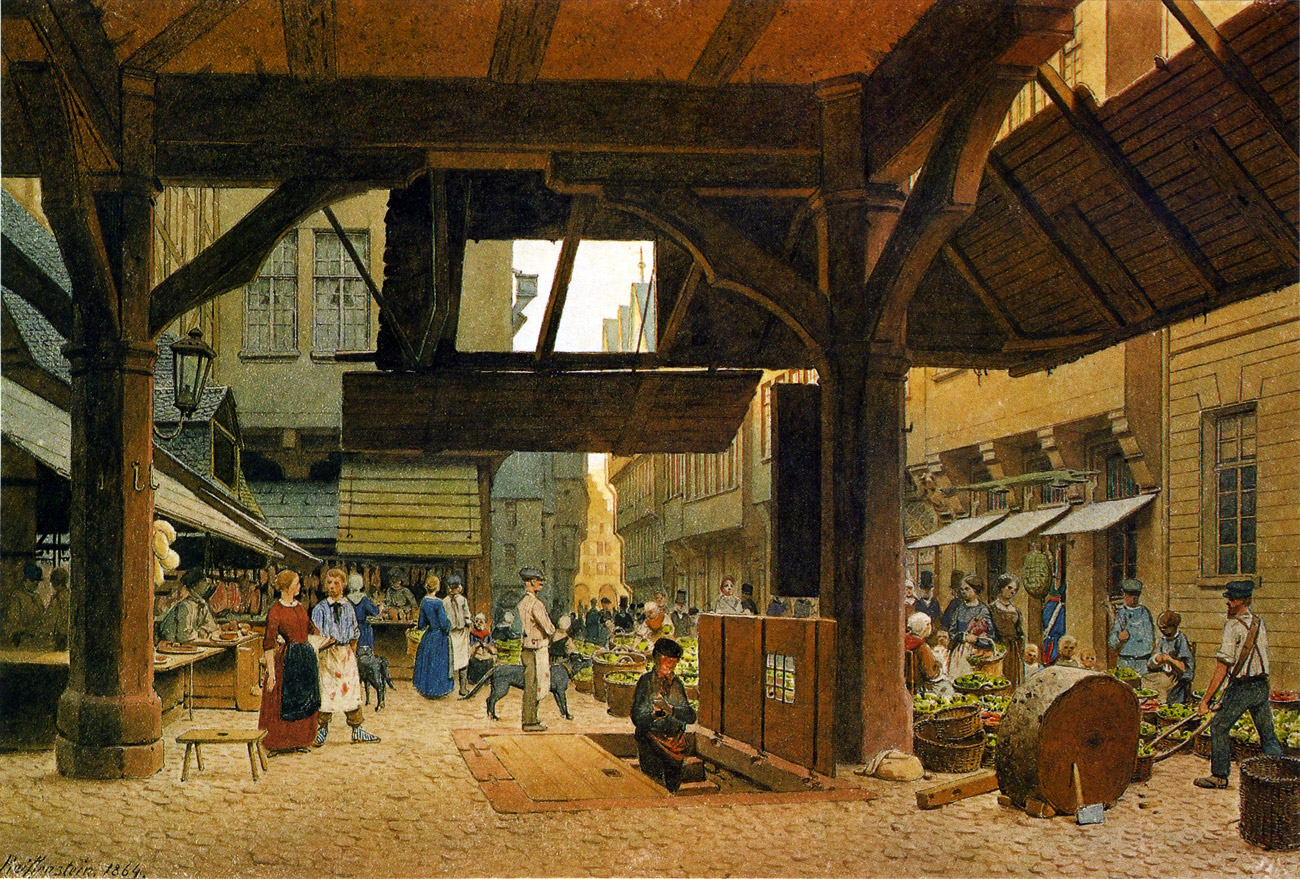
Falltür als Zugang zu einem Keller in Frankfurt am Main